# Earlywine Custom Classics
Earlywine Custom Classics Inc. war ein US-amerikanischer Hersteller von Automobilen.

## Unternehmensgeschichte
Das Unternehmen wurde am 23. Juli 1976 in Whittier in Kalifornien gegründet. 1979 begann die Produktion von Automobilen und Kit Cars. Der Markenname lautete Earlywine. 1980 endete die Produktion.

## Fahrzeuge
Das einzige Modell war der California Special. Dies war ein Fahrzeug im Stil der 1930er Jahre ohne direktes Vorbild. Ein Fahrgestell vom VW Käfer bildete die Basis. Darauf wurde eine zweisitzige Karosserie aus Kunststoff montiert.